# Egil Olsen
Egil Roger Olsen (Fredrikstad, 1942. április 22. –) válogtott norvég labdarúgó, középpályás, edző. Korábban a Norvégiai Kommunista Párt tagja volt.

## Pályafutása

### Klubcsapatokban
1958 és 1965 között az Østsiden, 1964-ben és 1966–67-ben a Vålerenga, 1968 és 1971 között a Sarpsborg, 1972 és 1974 között a Frigg labdarúgója volt. 1975-ben a Hasle-Løren csapatában fejezte be az aktív játékot.

### A válogatottban
1964 és 1971 között 16 alkalommal szerepelt a norvég válogatottban.

### Edzőként
1972–73-ban és 1974-ben a Frigg, 1975-ben a Hasle-Løren, 1976-ban az Østsiden, 1977-ben a Fossum, 1978–79-ben, majd 1981–83 között a Frigg, 1985 és 1988 között a Lyn, 1989-ben az Aalesund, 1998–99-ben a Vålerenga, 1999–00-ben az angol Wimbledon, 2004–05-ben a Fredrikstad vezetőedzője volt.
1979 és 1985 között a norvég U21-es, 1990-ben a norvég U23-as válogatott szakmai munkáját irányította. 1990 és 1998 között a norvég válogatott szövetségi kapitánya volt. 2002–03-ban a norvég U19-es válogatott szakmai munkáját irányította. 2007–08-ban az iraki, 2009 és 2013 között ismét a norvég válogatott szövetségi kaitányaként tevékenykedett.

## Sikerei, díjai

### Edzőként
Vålerenga
- Norvég bajnokság (Eliteserien)
  - bajnok: 2005